# Zsolt Bor
Zsolt Bor (20 de junho de 1949) é um físico húngaro.
Trabalha atualmente na Universidade de Szeged. Obteve um BSc em engenharia elétrica no Kyiv Polytechnic Institute (1973), um MSc em física (1974) e um PhD em física na Universidade de Szeged (1975). É membro da Academia Europaea, da Academia de Ciências da Hungria, da Quantum Electronics and Optics Division da European Physical Society e da Hungarian Physical Society. É um dos inventores do Rhinolight phototherapeutical apparatus para terapia de rinite alérgica.